# Ulrike Groos
Ulrike Groos (* 1963 in Schlüchtern) ist eine deutsche Kunsthistorikerin und Museumsdirektorin.

## Leben und Wirken
Groos studierte Kunstgeschichte, Musikwissenschaft und Ethnologie an den Universitäten von Würzburg, New York und Münster, wo sie 1994 in Kunstgeschichte und Musikwissenschaft über das Thema „Ars Musica in Venedig im 16. Jahrhundert“ promoviert wurde.
Nach einem wissenschaftlichen Volontariat am Westfälischen Landesmuseum für Kunst- und Kulturgeschichte Münster und ihrer Mitarbeit 1997 im Projektbüro der Ausstellung Skulptur.Projekte Münster war sie 1997/1998 Projektleiterin der manifesta 2 – Europäische Biennale für Zeitgenössische Kunst in Luxemburg.
1999 wurde Groos Co-Kuratorin in der Sammlung Hauser & Wirth, St. Gallen und Zürich, bevor sie von 2002 bis 2009 zur Direktion der Kunsthalle Düsseldorf aufstieg. Anschließend leitete Groos als Kuratorin die 11. Triennale Kleinplastik 2010 in Fellbach. Im gleichen Jahr wurde sie, als Nachfolgerin von Marion Ackermann, Direktorin des Kunstmuseums Stuttgart.
Neben ihrer kuratorischen Tätigkeiten war Groos von 2001 bis 2006 Lehrbeauftragte an der Hochschule für Gestaltung und Kunst, Zürich. Darüber hinaus arbeitet sie in mehreren Gremien, so beispielsweise in der Findungskommission für den Leiter der Documenta 12, der Villa-Massimo-Jury für Bildende Kunst oder der Ankaufskommission des Kunstmuseums Liechtenstein.

## Kuratierte Ausstellungen (Auswahl)

### Kunstmuseum Stuttgart
- 2024: Sarah Morris. ALL SYSTEMS FAIL
- 2023: Wolfgang Laib. The Beginning of Something Else
- 2022: Tobias Rehberger
- 2016: Candice Breitz: Ponderosa
- 2015: I Got Rhythm. Kunst und Jazz seit 1920 (mit Sven Beckstette und Markus Müller); Sound in Motion. Internationale Video- und Performancekunst
- 2014: Cool Place. Sammlung Scharpff
- 2012: 360°: Die Rückkehr der Sammlung; Michel Majerus. If we are dead, so it is
- 2011: Michel Majerus
- 2011: Kosmos Rudolf Steiner
- 2010: Eat Art. Vom Essen in der Kunst

### Kunsthalle Düsseldorf
- 2010: Eating the Universe. Vom Essen in der Kunst; Danica Dakic
- 2007: Palermo
- 2006: under cover – aus dem Verborgenen, Berlinde De Bruyckere und Martin Honert
- 2005: Allen Ruppersberg. One of Many – Origins and Variants; Daumenkino .The Flip Book Show; Tauchfahrten. Zeichnung als Reportage
- 2003–2009: Compilation I–IV (Reihe zu junger Kunst),
- 2004: Ready to Shoot – Fernsehgalerie Gerry Schum / videogalerie schum
- 2002: Zurück zum Beton. Die Anfänge von Punk und New Wave in Deutsch-land 1977–1982

## Gremienarbeit (Auswahl)
- seit 2024: Mitglied des Kuratoriums der Kulturstiftung der Länder[2]
- seit 2017: Mitglied der Ankaufskommission des Bundes
- seit 2013: Mitglied des Stiftungsrats der Camille Graeser Stiftung
- seit 2013: Mitglied des Beirats der Walter Stöhrer-Stiftung
- seit 2012: Mitglied des Stiftungsrats der Stankowski-Stiftung
- seit 2012: Mitglied des Kuratoriums der Kunststiftung Baden-Württemberg
- seit 2009: Mitglied der Ankaufskommission des Kunstmuseum Liechtenstein
- 2008–2013: Mitglied der Villa Massimo-Jury für Bildende Kunst
- 2006: Koordinatorin der deutschen Künstlerbeiträge zur 27. Biennale São Paulo
- 2004–2010: Mitglied des Beirats Bildende Kunst/Ausstellungen des Goethe-Instituts